# Jean Étienne Marconis de Nègre
Jacques-Etienne Marconis de Négre conocido como Gabriel y Jean Etienne Marconis de Nègre; fue un francmasón francés nacido en Montauban en 1795 y falleció en 1865, en la ciudad de París.
Fundador de uno de los ritos egipcios de la francmasonería oculta llamándolo "el rito de Memphis" o "rito de Menfis" en 1839 y que mantiene la "tradición templarista".
Marconis de Nègre, había recibido todos los grados del rito Escocés Antiguo y Aceptado y los del antiguo rito de la perfección, dentro de la logia "Taller" al cual pertenecía y de la que era un miembro del rito primitivo de Chefdebien desde 1759. Marconis de Nègre era aparte oficial de los ejércitos napoleónicos, que se introdujo al estudio de los conocimientos de la diosa Isis de la que estaba obsesionado y para la cual, fundó una logia a su regreso de Italia en 1798, a la que llamó "Peregrinos de Memphis.
Nègre, con el acuerdo de Robert Ambelain, que, como jefe del rito de Memphis-Mizraim aún no saber lo que estaba hablando), Jacques Etienne Marconis de Nègre y Samuel Honis crean el primer "rito de Memphis en 1815" en Montauban, Francia. Pero de acuerdo con fuentes más tradicionales, esto daría lugar a la exclusión de su segundo rito de Mizraim; por lo que Jacques Etienne Marconis de Nègre elaboró nuevamente en 1838 "El rito de Memphis" y dibujando todas las iniciaciones que había recibido. Gerard Galtier, confirma, en uno de sus escritos: "...Y más tarde, en 1838, Marconis de Nègre, el venerable miembro de la logia de Mizraim Lyon, La "benevolencia ", que creó el "rito de Memphis" utilizando todas las iniciaciones que él mismo había logrado capitalizar".
Marconis, presentaría el último número de la versión del rito hasta en 1861, en la Rama Dorada de Eleusis.